# Mayeka
Mayeka (ou Mayeke) est un village du Cameroun situé dans la commune de Toko, l'une des 9 communes du département du Ndian de la Région du Sud-Ouest

## Population
La localité comptait 99 habitants en 1953, 20 en 1968-1969, 117 en 1972, principalement des Batanga.
Lors du recensement de 2005, 50 personnes y ont été dénombrées. 